# Melanitis hopkinsi
Melanitis hopkinsi är en fjärilsart som beskrevs av Riley 1929. Melanitis hopkinsi ingår i släktet Melanitis och familjen praktfjärilar. Inga underarter finns listade i Catalogue of Life.